# Île Jésus

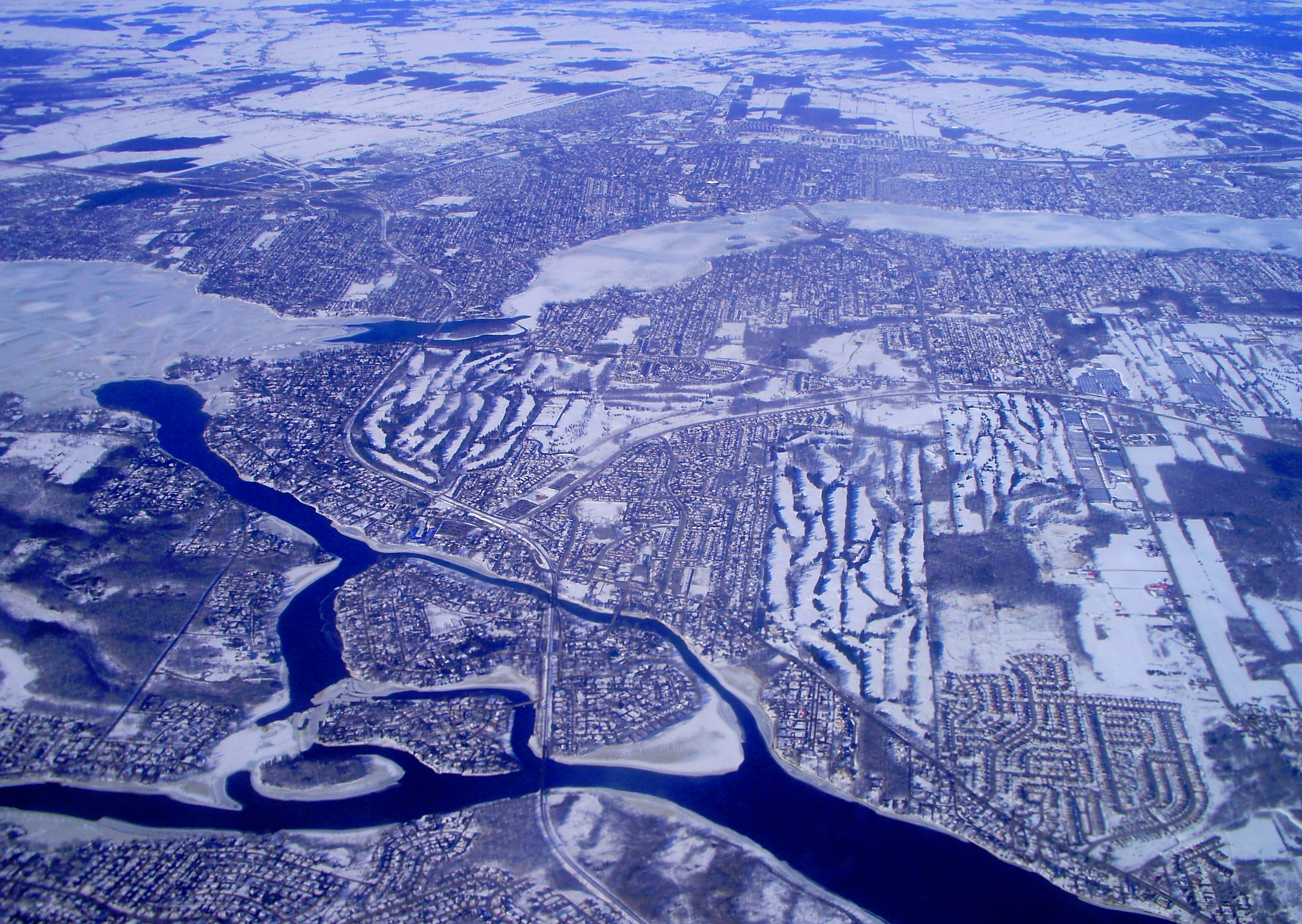
Luchtbeeld van Île Jésus, vanuit het oosten zicht op het zuidelijk deel van het eiland

Het Île Jésus (Jezuseiland) is het eiland waarop de Canadese stad Laval ligt. Het is, na het Île de Montréal, het grootste eiland van de Hochelaga-archipel, de eilanden bij de samenvloeiing van de Saint Lawrencerivier en de Ottawarivier.
Het eiland, dat ongeveer de vorm heeft van een parallellogram, is 34 kilometer lang en op het breedste punt 10 kilometer breed en ligt in de Ottawadelta bij haar uitmonding in de Saint Lawrence. De Rivière des Prairies stroomt langs de zuidkant ervan, en scheidt het eiland van het Île de Montréal en dus ook de stad Montréal. De Rivière des Mille Îles scheidt het eiland van het noordelijk gelegen vasteland. Deze beide rivieren zijn armen van de Ottawadelta en stromen van het Lac des Deux Montagnes naar de Saint Lawrence. Het eiland is over het algemeen zacht glooiend, met als hoogte punt een heuvel van 50 meter.
Het Île Jésus heeft een omtrek van 80 km en een oppervlakte van 242 km². Het telt ongeveer 420.000 inwoners (2014). Met zijn bevolkingsdichtheid van 1.735 inwoners per km² behoort het tot de eilanden met de hoogste bevolkingsdichtheid van de wereld.
Het hele eiland is grondgebied van de gemeente Laval, die zich ook uitstrekt over de kleinere Îles-Laval.
De huidige naam wordt het eerst vermeld in 1636 in een akte van de Compagnie de la Nouvelle France, een Franse handelsvereniging of compagnie die van het Franse koningshuis het beheer en het handelsmonopolie over Nieuw-Frankrijk had verkregen. Het eiland werd toegewezen aan de Jezuïeten die er een missiepost planden maar deze uiteindelijk elders oprichtten en in 1670 hun rechten op het eiland opgaven. Eigenlijk was deze naam een werknaam, en werd reeds in 1637 gesuggereerd het eiland terug aan te duiden als Isle de Montmagny, een oudere naam, maar dit raakte niet ingeburgerd. De naam van het eiland bleef behouden en verwijzen naar deze periode.